# Massaker von Chodschali
Das Massaker von Chodschali ereignete sich während des Bergkarabachkonflikts am 25. Februar 1992 in der Stadt Chodschali (russisch Ходжалы Chodschaly, armenisch Խոջալու Chodschalu, von 2001 bis 2023 Իվանյանը Iwanjan). Im Zuge des bewaffneten Konflikts zwischen Armenien und Aserbaidschan um die Region Bergkarabach, in der sich die Stadt befindet, wurden dabei über hundert – nach aserbaidschanischen Angaben mehrere hundert – aserbaidschanische Zivilisten von armenischen und russischen Einheiten getötet.

## Geschehnisse nach aserbaidschanischen Angaben

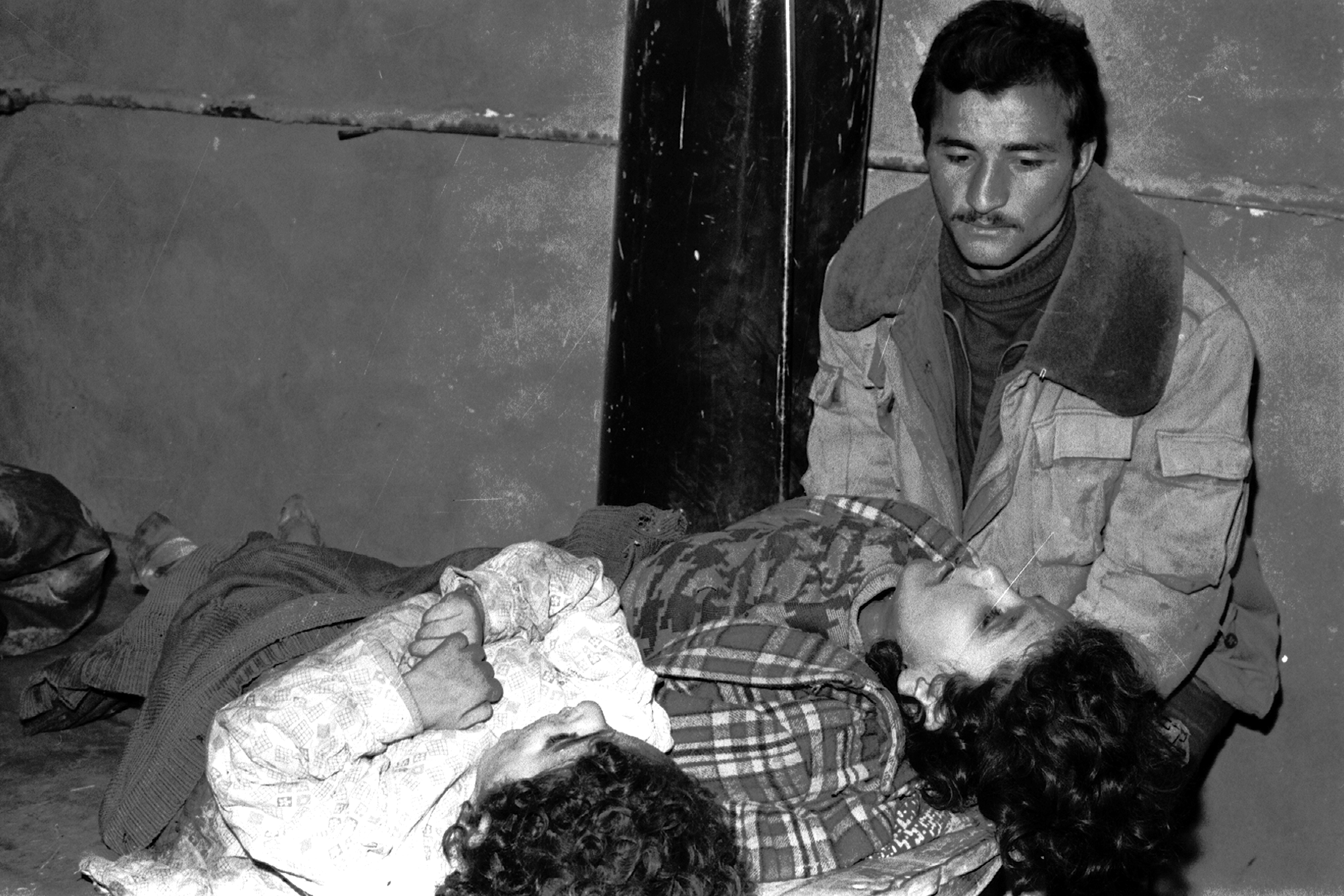
Foto von getöteten aserbaidschanischen Zivilisten.

Aserbaidschanische Akteure vertreten die Meinung, das Chodschali-Massaker sei ein Akt des bewussten und vorher geplanten Mordens an einer großen Zahl aserbaidschanischer Zivilisten gewesen. Laut der aserbaidschanischen Regierung sowie dem russischen Menschenrechtszentrum Memorial und Human Rights Watch wurde das Massaker durch die armenischen Streitkräfte mit der Unterstützung des russischen 366. Motorschützenregiments begangen. Die von aserbaidschanischen Behörden zur Verfügung gestellte offizielle Zahl der Todesopfer lautet: 613 Personen, davon 106 Frauen und 83 Kinder. 476 Menschen wurden nach diesen Angaben dauerhaft entstellt, während von 150 der insgesamt 1275 Geiseln bis heute jede Spur fehlt.
Von oppositioneller Seite wird auch in Aserbaidschan der aserbaidschanischen Armee eine Mitverantwortung für das Massaker gegeben. Auf derartige Veröffentlichungen reagiert die Alijew-Regierung jedoch mit scharfer Zensur und Verfolgung der Autoren.

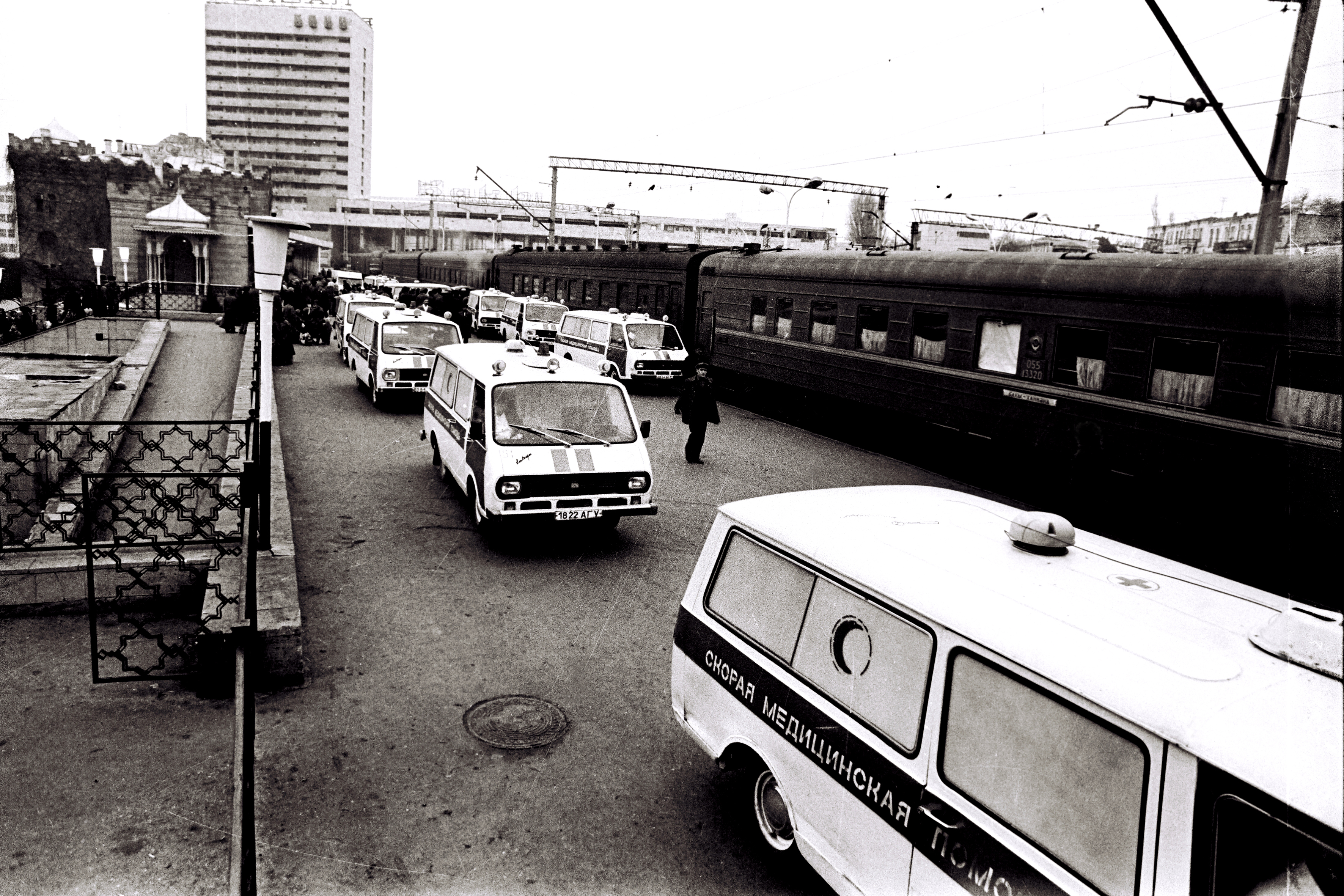
Krankenwagen in Baku mit getöteten Zivilisten aus Chodschali

Bereits im April 1992 berichtete der damalige Präsident von Aserbaidschan, Ajas Mutalibow, in einem Interview mit der tschechoslowakischen Journalistin Dana Mazalová, dass das Massaker von Chodschali von den bewaffneten Einheiten der aserbaidschanischen Opposition als Mittel der Machtergreifung durchgeführt wurde. Mutalibow dementierte jedoch in einem Interview von 2010, dass er sich im Gespräch mit Dana Mazalová so geäußert habe: „So etwas sagte ich nie. Ich sagte nur, dass die Volksfront die Ereignisse in Chodschali ausnutzte. Mehr nicht“. Der ehemalige Verwaltungschef von Chodschali, Elmar Mamedow, schrieb in einem Interview mit der russischen Zeitschrift „Megapolis-Ekspress“ der aserbaidschanischen Regierung sowie der Opposition eine indirekte Schuld für die Massaker zu.

Auch andere aserbaidschanische Stimmen zweifeln an der offiziellen aserbaidschanischen Version der Geschehnisse, die der Öffentlichkeit präsentiert wird. 

„Die Stadt und ihre Bewohner wurden bewusst für politische Interessen geopfert. Es war ein Mittel, den Machtantritt der Volksfront Aserbaidschans nicht zuzulassen.“

 Die direkte Schuld am Massaker an der zivilen Bevölkerung in Chodschali wies Arif Yunus aber den armenischen Truppen zu. 

„Sowohl der bereits ehemalige Staatspräsident Robert Kotscharian als auch der amtierende Präsident Sersch Sargsjan leiteten zur damaligen Zeit die armenische Gemeinde von Bergkarabach, und es waren ausgerechnet sie, die die Entscheidung über die Einnahme von Chodschali und die Durchführung des Massakers an der friedlichen Bevölkerung trafen“

„Ich kenne diejenigen, die die Tragödie von Chodschali auf dem Gewissen haben, sehr gut. Und ich spreche hier nicht von Armeniern.“

 Bezüglich des aserbaidschanischen Vorwurfs eines „Völkermords“ sagte der aserbaidschanische Journalist Ejnulla Fatullajew aus, dass es unpassend und unmoralisch sei, Analogien zwischen dem Holocaust und den Ereignissen in Chodschali zu ziehen, da letzteres noch keine endgültige rechtliche Beurteilung erhalten habe. Er fügte hinzu, dass man die von einer staatlichen Politik verordneten vorsätzlichen Morde an Gefangenen in Vernichtungslagern nicht mit zivilen Opfern einer Militäroperation während eines Gefechts vergleichen könne.
Im Mai 2011 bekräftigte Ejnulla Fatullajew seine Aussagen aus dem Jahre 2005, wonach aserbaidschanische Kämpfer und nicht Armenier für die Tötungen in Chodschali 1992 verantwortlich seien. Er fügte hinzu, dass die aserbaidschanische Regierung seit langem versuche, die Ereignisse in Chodschali zu nutzen, um ihre Gegner zu verfolgen, wie den ersten Präsidenten Aserbaidschans, Ajas Mutalibow. Gegen ihn laufen immer noch strafrechtliche Ermittlungen wegen Mittäterschaft in Chodschali. Fatullajew erwähnt auch Fahmin Hadschijew, den Leiter der Inneren Truppen Aserbaidschans, der auf Grund der Ereignisse in Chodschali 11 Jahre im Gefängnis verbracht hat.

## Geschehnisse nach armenischen Angaben
Die armenische Seite gibt an, dass in Chodschali Waffen gelagert worden seien, mit denen Stepanakert angegriffen wurde. Mit der Militäroperation zur Einnahme des Ortes sollte diese Bedrohung beendet und der strategisch wichtige Flughafen bei Chodschali eingenommen werden.
Die armenische Seite gibt weiter an, dass die Tötungen im Rahmen dieser Militäroperation stattfanden und teilweise durch die Verhinderung der Evakuierung der Stadt durch die aserbaidschanischen Kräfte verursacht wurden. Zudem heißt es, dass das aserbaidschanische Militär, welches sich innerhalb der Gruppe von Zivilisten, die durch den „humanitären Korridor“ hatte fliehen wollen, befand, gezielt Schusswechsel provoziert habe, was Opfer auf beiden Seiten mit sich gebracht habe. Dass eine gezielte Provokation von aserbaidschanischer Seite stattfand, bestätigten ebenfalls Aufnahmen des aserbaidschanischen Kameramanns und Journalisten Tschingis Mustafajew.
Die armenische Seite erklärt ferner, dass Dutzende von Verteidigern der Stadt im Kampf um Chodschali starben und diese nicht niedergemetzelt wurden, wie es von aserbaidschanischer Seite behauptet werde. Die armenische Seite gibt außerdem an, dass den meisten Flüchtlingen aus politischen Gründen von Aserbaidschanern selbst der Fluchtweg versperrt worden sei, als sie sich durch den „humanitären Korridor“ in die nahe liegende aserbaidschanische Stadt Aghdam retten wollten. Dass ein „humanitärer Korridor“ seitens der Armenier für die Zivilbevölkerung errichtet wurde, bestätigte der ehemalige Verwaltungschef von Chodschali, Elmar Mamedow, in einem Interview 1992 mit „Megapolis-Ekspress“.
Laut Sersch Sargsjan, dem ehemaligen Verteidigungsminister, Premierminister und Präsidenten Armeniens, würden die Ereignisse in Chodschali stark übertrieben. Gleichzeitig gab Sargsjan an: „Bis [zur Eroberung von] Chodschali dachten die Aserbaidschaner, dass sie nur einen Scherz mit uns machen. Die Aserbaidschaner dachten, dass die Armenier Leute sind, die nicht in der Lage sind ihre Hand gegen die Zivilbevölkerung zu erheben. Mit all dem musste gebrochen werden. Und so geschah es. (...) Ja, tatsächlich gab es in Chodschali Zivilisten. Doch neben der friedlichen Bevölkerung gab es auch Soldaten. Und wenn eine Granate fliegt, unterscheidet sie einen Zivilisten nicht von einem Soldaten, sie hat keine Augen. Wenn die Zivilbevölkerung dort bleibt, obwohl es eine perfekte Gelegenheit zum Verlassen gab, bedeutet das, dass sie auch an den Feindseligkeiten teilnimmt.“. Sargsjan stritt eine Verantwortung armenischer Einheiten daran ab und sah die Hauptverantwortung am Unwillen der aserbaidschanischen Behörden die von den Armeniern vor dem Angriff auf Chodschali verlangte Evakuierung der Zivilisten durchzuführen.

Der damalige armenische Präsidentenberater Gerard J. Libaridian ließ in einem Interview kurz nach den Ereignissen in Chodschali die Möglichkeit zu, dass die armenischen Truppen Gräueltaten in Chodschali verübt hatten. 

„Es gab Kämpfe, Unbeteiligte wurden getötet. Ich schließe die Möglichkeit nicht aus, daß Armenier Greueltaten verübt haben. Tatsache ist, daß die Bevölkerung dort in den letzten zwei Jahren brutalisiert, entmenscht worden ist. Das hat Folgen, und die Menschen tun Dinge, die sie normalerweise nicht tun würden.“

## Der „Humanitäre Korridor“ und die fehlende Evakuierung
Die Militäroperationen wurden unter Berücksichtigung der Normen des internationalen humanitären Völkerrechts durchgeführt. Mit Hilfe unterschiedlicher Kommunikationsmittel benachrichtigte das Armeeoberkommando von Bergkarabach zwei Monate vor Beginn der Militäroperation die Zivilbevölkerung sowie die Militär- und Zivilbehörden der Siedlung über das Errichten eines „humanitären Korridors“ zum Verlassen der Ortschaft. Von aserbaidschanischer Seite wurde stark kritisiert, dass auch nach mehrmaligen Hinweisen keinerlei Evakuierung der Zivilbevölkerung seitens Aserbaidschan durchgeführt worden sei. 

„Am 25. Februar 1992 um 20:30 Uhr wurde uns mitgeteilt, dass die Feindespanzer rund um die Stadt in Kampfstellung gebracht worden sind. Darüber haben wir alle über Radio informiert. Zudem habe ich am 24. Februar auch in Aghdam angerufen und mitgeteilt, dass ein gefangengenommener armenischer Kämpfer uns über den bevorstehenden Angriff informiert hat… Es kam keine Reaktion. Für den Transport von Alten, Frauen und Kinder habe ich gebeten, einen Hubschrauber zu schicken. Doch die Hilfe kam nicht.“

„Bis zu den Ereignissen in Chodschali blieben 4 Tage. In Anwesenheit vom Präsidenten, Ministerpräsidenten, Vorsitzenden von KGB (Komitee für Staatssicherheit) und anderen fand am 22. Februar eine Konferenz des nationalen Sicherheitsrates statt. Während der Konferenz wurde der Beschluss gefasst, die Bevölkerung von Chodschali nicht zu evakuieren, da dies einen armenischen Einmarsch provozieren würde. Die Mitglieder des Sicherheitsrates glaubten nicht damals, dass die Armenier ein Massaker planten.“

 Auch der aserbaidschanische Journalist Ejnulla Fatullajew meldete sich in dieser Sache zu Wort, wurde jedoch für seine Äußerungen von einem aserbaidschanischen Gericht zu achteinhalb Jahren Haft und umgerechnet 230.000 US-Dollar Strafe verurteilt. „Reporter ohne Grenzen“ verurteilte diesen Beschluss streng und begründete dies damit, dass das Urteil auf keinerlei Beweisen beruhe, sondern rein politisch motiviert sei.

„Nach dem ich mich mit der Gegend vertraut gemacht habe, kann ich mit voller Überzeugung sagen, dass die Unterstellungen über das Fehlen eines armenischen humanitären Korridors völlig unbegründet sind. Der Korridor war in der Tat vorhanden, dennoch waren die Bewohner vollständig verhindert, aus dem Kessel auszubrechen. Ich habe mich mit hunderten Flüchtlingen unterhalten, die das Vorhandensein eines humanitären Korridors bestätigt haben und mir versicherten, dank dieses Korridors dem Tod entkommen und am Leben geblieben zu sein.“

„Es ist eine Tatsache, dass eine organisierte Menschenevakuierung aus Chodschali nicht durchgeführt wurde. Es wurde nicht durchgeführt, obwohl die Behörden von Chodschali, das Oberkommando und die Leitung der aserbaidschanischen Kämpfer Bescheid wussten und der dafür eingerichtete humanitäre Korridor zur Verfügung stand.“

## Manipuliertes Beweismaterial
Die Armenier erlaubten dem aserbaidschanischen Militär, in das Gebiet zurückzukehren, um ihre Toten einzusammeln. Dies ermöglichte den Aserbaidschanern, sich einen Überblick über die Opfer unter der Zivilbevölkerung zu verschaffen, und bildete für Aserbaidschan die Grundlage für spätere Vorwürfe von „kaltblütigen, kalkulierten, armenischen Gräueltaten“. Eine der wenigen Journalisten, die unter die Oberfläche von dem, was aserbaidschanische Behörden den Medien präsentierten, schauen konnte, war Dana Mazalová aus der Tschechoslowakei. Sie sah zwei Videos von derselben Ansammlung sterblicher Überreste von aserbaidschanischen Opfern. Der erste Film wurde am 29. Februar 1992, der zweite am 2. März 1992 aufgenommen. Sie stellte fest, dass die Körper auf dem zweiten von Aserbaidschan veröffentlichten Video im Nachhinein verstümmelt worden waren, und warf die Frage nach dieser Diskrepanz in einem Gespräch im April 1992 mit dem ehemaligen Präsidenten Aserbaidschans, Ajas Mutalibow, auf. Er erklärte, dass das Massaker in Chodschali von einer aserbaidschanischen politischen Opposition „organisiert“ worden sei, um seinen Rücktritt zu erzwingen.

„Ich bezweifle, dass die Armenier den Aserbaidschanern erlaubt hätten ihre Toten einzusammeln, wenn die Vorwürfe eines Massakers wahr wären.“

 Mazalová äußerte sich in dieser Sache bei einer Pressekonferenz wie folgt: 

„Ich möchte besonders betonen, dass Çingiz Mustafayev der einzige Kameramann war, der die dort umgekommenen Menschen aufgenommen hatte. Mitte März 1992 zeigte er mir in seinem Haus in Baku unbearbeitetes Videomaterial, welches er selbst im Februar 1992 im Vorgelände der Stadt Aghdam aufgenommen hatte. Aber die Bilder, die Mustafayev mir gezeigt hatte, haben nichts gemeinsam mit den Videos und Fotos, die die aserbaidschanische Seite der ganzen Welt als seine präsentiert.“

 Es wird angegeben, dass auf den Aufnahmen vom 29. Februar keinerlei nackte Frauen und Kinder oder skalpierte Männer zu sehen sind. Die Aufnahmen, die das aserbaidschanische Fernsehen am 2. März der Öffentlichkeit präsentierte, zeigten dieselben Leichen jedoch geschändet und verstümmelt. Ferner wird kritisiert, dass die aserbaidschanische Seite regelmäßig Bilder von Opfern anderer Kriege, wie z. B. des Kosovokriegs 1998/1999 oder Afghanistans und Erdbebenopfer oder Flüchtlinge aus anderen Regionen, bewusst als „aserbaidschanische Opfer des Massakers von Chodschali“ präsentiert, um die Öffentlichkeit zu täuschen.

## Beurteilung von internationaler Seite

Denkmal in Berlin

Das in Moskau ansässige Menschenrechtszentrum Memorial schrieb in seinem Bericht, dass die Massentötung von Zivilisten in der Zone des „freien Korridors“ und Umgebung unter keinen Umständen gerechtfertigt werden könne und dass die Handlungen der armenischen Milizen eine grobe Verletzung einer Reihe internationaler Menschenrechtskonventionen darstellten. Jedoch gibt die Menschenrechtsorganisation weiter an, dass bis zum 28. März 1992 über 700 Kriegsgefangene aus Chodschali, meist Frauen und Kinder, an die aserbaidschanische Seite übergeben wurden. Dies waren Menschen, die sowohl in der Siedlung als auch auf dem Weg nach Aghdam in Gewahrsam genommen wurden.
Human Rights Watch bezeichnete die Ereignisse in der Stadt Chodschali als „das größte Massaker“ im Zuge des Bergkarabach-Konfliktes und stellte fest: „obschon es weit angenommen worden ist, dass die Zahl der ermordeten Aserbaidschaner 200 sei, könnte man allerdings auch von 500 bis 1000 Opfern sprechen. […] Wir ziehen die armenischen Kräfte in Karabach zur direkten Verantwortung für diese Ziviltodesfälle. Tatsächlich schließen weder unser Bericht noch der von Memorial irgendwelche Beweise ein, um das Argument zu unterstützen, dass aserbaidschanische Kräfte die Flucht von aserbaidschanischen Zivilisten verhindert oder gar auf sie geschossen hätten.“ Bezüglich der Anzahl von ermordeten Zivilisten stellte Human Rights Watch fest, dass „es keine genauen Angaben zur Opferzahl auf aserbaidschanischer Seite gibt, weil gleich nach dem Massaker die Gegend von den Streitkräften der Karabach-Armenier unter Kontrolle gebracht wurde.“ Der Bericht von Human Rights Watch von 1993 geht von mindestens 161 Toten aus, in den späteren Berichten ist von mindestens 200 Toten die Rede.
Am 15. März 2011 verabschiedete das Repräsentantenhaus des US-Bundesstaats Texas eine Resolution anlässlich des 19. Jahrestages der Ereignisse in Chodschali. In der Resolution heißt es, dass eine große Gruppe von aserbaidschanischen Zivilisten beim Versuch, aus der Stadt zu fliehen, von den armenischen und russischen Truppen beschossen wurde, woraus das größte Massaker im Zuge des Konflikts resultiere.
In der schriftlichen Erklärung Nr. 324 vom 26. April 2001 stellten einige wenige Mitglieder der Parlamentarischen Versammlung des Europarats aus Albanien (2 Unterzeichner), Aserbaidschan (8 Unterzeichner), der Türkei (12 Unterzeichner) und dem Vereinigten Königreich (3 Unterzeichner) zusammen mit jeweils einem Unterzeichner/Einzelmitglied aus Bulgarien, Luxemburg, Mazedonien und Norwegen folgenden Antrag zur Diskussion: „Am 26. Februar 1992 haben die Armenier die gesamte Bevölkerung von Chodschali massakriert und die Stadt völlig zerstört. (…) Die unterzeichnenden Mitglieder der Versammlung rufen die Parlamentarische Versammlung auf, die notwendigen Schritte zu unternehmen, um den durch die Armenier gegen die aserbaidschanische Bevölkerung seit Beginn des 19. Jahrhunderts verübten Genozid anzuerkennen.“ Der Antrag wurde von der Parlamentarischen Versammlung abgelehnt.
Am 23. Mai 2013 verabschiedete der Senat von Rhode Island eine Resolution, in der angegeben wird, dass Aserbaidschaner für das Massaker in Chodschali verantwortlich seien, und forderte, dass diese Verantwortlichen in Aserbaidschan vor Gericht gestellt würden. Zudem wird angegeben, dass Aserbaidschan kontinuierlich die Fakten zu den Ereignissen in Chodschali manipuliert sowie die internationale Gemeinschaft und die aserbaidschanische Bevölkerung getäuscht und Tatsachen verzerrt habe.

## Instrumentalisierung des Massakers
Nach der Ermordung des armenischen Journalisten Hrant Dink in Istanbul im Januar 2007 hat sich die Instrumentalisierung des Massakers von Chodschali zur Schaffung eines türkischen Opferbildes verstärkt. Jährlich um den 26. Februar, finden dazu Veranstaltungen auf aserbaidschanischer Seite statt, in deren Reden anti-armenische Ressentiments geschürt werden sowie der Völkermord an den Armeniern geleugnet wird. Laut dem Journalisten Aykan Sever werde das Ereignis genutzt, um einen Teil der türkischen Geschichte umzuschreiben und ein Narrativ der Unschuld zu konstruieren. Aserbaidschan verfolgt daher auch die Anerkennung des Chodschali-Massakers als „Genozid“ durch die internationale Gemeinschaft.
Der Journalist und Schriftsteller Thomas De Wall ist der Ansicht, dass das Gedenken an das Massaker von Chodschali nicht nur Aserbaidschan als Opfer einer Aggression darstellen soll, sondern auch als Gegenidee zum Genozid an den Armeniern dient.
Der Historiker und Genozidforscher Yair Auron bezeichnet die Verwendung des Begriffs „Genozid“ für die Ereignisse in Chodschali als eine „zynische aserbaidschanische Erfindung“, die von Aserbaidschan gefördert wird. Laut Auron stellt die Verwendung des Begriffs „Genozid“ für Chodschali eine Schändung der Erinnerung an den Holocaust dar. Auch kritisierte Auron Israel für die direkte und indirekte Unterstützung dieser aserbaidschanischen „Behauptung“. Auron gibt weiter an: „Über die Geschehnisse in der armenischen Enklave gibt es verschiedene Versionen, auch die Zahl der Opfer ist umstritten. Einige behaupten, es habe nicht einmal ein Massaker gegeben, aber eines ist klar: Es hat dort kein Völkermord stattgefunden.  Ich sage dies als Genozidforscher und als jemand, der glaubt, dass die Ermordung auch nur eines einzigen Menschen aufgrund seiner Zugehörigkeit ein nicht hinnehmbares Verbrechen ist.“